# DisneyToon Studios
Disneytoon Studios (DTS), oprindeligt kaldt Disney MovieToons og også kendt som Walt Disney Video Premieres, var et amerikansk animationsstudie, som producerede direkte-til-video-tegnefilm, animerede tv-serier og enkelte animerede spillefilm, som også blev vist i biografer. Studiet var en underafdeling af Walt Disney Animation Studios, som begge var en del af The Walt Disney Studios, som igen var en del af The Walt Disney Company. Studiet producerede i alt 47 animerede tegnefilm, hvor den første var Rip, Rap og Rup på eventyr: Jagten på den forsvundne lampe i 1990 og den sidste var Klokkeblomst og legenden om ønskedyret i 2015.

## Tv-serier
Studiet har produceret en række kendte tv-serier, bl.a.
- Chip & Chap: Nøddepatruljen (1989–1990)
- Darkwing Duck (1991–1992)
- Max og Mule (1992–1993)
- Bonkers (1993–1995)
- Aladdin (1994–1995)
- Timon & Pumba (1995–1999)
- Rap Sjak (1996)

## Udvalgte tegnefilm i spillefilmslængde
Studiets første tegnefilm i spillefilmslængde var Rip, Rap og Rup på eventyr: Jagten på den forsvundne lampe fra 1990. Siden har de lavet adskillige film, heriblandt:
- Rip, Rap og Rup på eventyr: Jagten på den forsvundne lampe (1990)
- Jafar vender tilbage (1994)
- Fedtmule og søn (1995)
- Aladdin og de fyrretyve røvere (1996)
- Løvernes konge 2: Simbas stolthed (1999)
- Tigerdyrets familiefest (2000)
- Frikvarter - Kampen om Sommerferien (2001)
- Tilbage til ønskeøen (2002)
- Grislings Store Eventyr (2003)
- Peter Plys og Hafferlaffen (2005)